# روبرت إس. كار
روبرت إس. كار (بالإنجليزية: Robert S. Carr) هو سياسي أمريكي، ولد في 14 نوفمبر 1845 بمقاطعة غرينزي في الولايات المتحدة، وتوفي في 6 مايو 1925 بتشارلستون في الولايات المتحدة. حزبياً، نشط في الحزب الديمقراطي. وقد انتخب عضو مجلس ولاية فيرجينيا الغربية.